# Back to the Heavyweight Jam
Back To The Heavyweight Jam je šesté studiové album německé skupiny Scooter. Bylo vydáno roku 1999 a je na něm 12 písniček.

## Seznam skladeb
| Pořadí         | Název                          | Délka |
| -------------- | ------------------------------ | ----- |
| 1.             | Keyser Soze                    | 1:12  |
| 2.             | Watch Out                      | 4:15  |
| 3.             | Faster Harder Scooter          | 3:47  |
| 4.             | Well Done, Peter               | 3:53  |
| 5.             | Fuck the Millenium             | 4:28  |
| 6.             | The Revolution                 | 4:05  |
| 7.             | Psycho                         | 5:05  |
| 8.             | The Learning Process           | 4:55  |
| 9.             | I´ll Put You On The Guest List | 5:11  |
| 10.            | Main Floor                     | 5:35  |
| 11.            | Kaschmir                       | 4:44  |
| 12.            | No Release                     | 6:16  |
| Celková délka: | Celková délka:                 | 53:26 |

## Informace
- „Keyser Soze“ obsahuje zvuk naprogramovaný k odemčení dveří ve filmu s Jamesem Bondem Moonraker.
- Název písně „Fuck the Millennium“ pochází z názvu písně od The KLF. Také "Back to the Heavyweight JAMs" je refrén z díla The KLF.
- „The Revolution“ vzorkuje „Who Do I Care“ od Hermen.
- „Keyser Soze“ při přehrávání pozpátku obsahuje v textu větu „Use Your Dildo“.